# Trichopteryx (grassen)
Trichopteryx is een geslacht uit de grassenfamilie (Poaceae). De soorten komen voor in Afrika.

## Soorten
Van het geslacht zijn de volgende vijf soorten bekend:
- Trichopteryx dregeana
- Trichopteryx elegantula
- Trichopteryx fruticulosa
- Trichopteryx marungensis
- Trichopteryx stolziana